# 君を想いて
『君を想いて』（きみをおもいて　原題：The Very Thought of You）は、 1934年にレイ・ノーベルの作詞・作曲で録音、発表されたスタンダード。この曲は、1934年4月にイギリスのHMVでアル・ボウリーと一緒にレイ・ノーブルと彼のオーケストラによって最初に録音された。その後、このレコードはビクターによって米国でリリースされ、ポップミュージックチャートで1位になった。 
この曲は1962年に訴訟の対象となる。 1934年、ノーブルは英国の出版社Campbell、Connelly＆Companyに著作権を割り当てた。しかし、著作権が更新される前に、ノーブルは米国の著作権をM. Witmark＆Sonsに割り当てた。コネリーのノーブルに対する訴訟がキャンベルによって提起され、その任務は米国の権利を含むすべての権利をカバーしていると述べた。英国の高等裁判所の裁判官はキャンベルのコネリーに有利な判決を下した。 

## カバー・バージョンのチャート記録
- 1946年、ルイス・ラッセルがこの曲を録音し、チャートで3位になった。 [3]
- リトル・ウィリー・ジョンによるリズムアンドブルースバージョンは、1961年にビルボードホット100で61位に達した[4]。
- 3年後、リッキー・ネルソンのロックンロールバージョンはビルボードチャートで26位に達し、ホット100で7週間ランクインし、ビルボードマガジンのイージーリスニングチャートで11位になった。
- ナタリー・コールは、1992年の春に彼女のLP Unforgettable ... with Love （1991）からの彼女のバージョンで、USアダルトコンテンポラリーチャートで34位に達した。 [5]カナダでは、彼女のバージョンはアダルトコンテンポラリーで2週間チャートインした。 [6]
- クリスチャン・マクブライドは、2020年のアルバム「ForJimmy、WesandOliver 」に収録した。